# 1917 (numero)
Millenovecentodiciassette (1917) è il numero naturale dopo il 1916 e prima del 1918.

## Proprietà matematiche
- È un numero dispari.
- È un numero composto da 8 divisori: 1, 3, 9, 27, 71, 213, 639, 1917. Poiché la somma dei suoi divisori (escluso il numero stesso) è 963 < 1917, è un numero difettivo.
- È un numero nontotiente in quanto dispari e diverso da 1.
- È un numero congruente.
- È un numero odioso.
- È parte delle terne pitagoriche (1917, 2156, 2885), (1917, 2556, 3195), (1917, 7440, 7683), (1917, 8520, 8733), (1917, 22644, 22725), (1917, 25844, 25915), (1917, 68040, 68067), (1917, 204156, 204165), (1917, 612480, 612483), (1917, 1837444, 1837445).

## Astronomia
- 1917 Cuyo è un Asteroide near-Earth.

## Astronautica
- Cosmos 1917 è un satellite artificiale russo.